# Inn i evighetens mørke
Inn i evighetens mørke (in Inglese "Into the Darkness of Eternity") è il primo EP dei Dimmu Borgir, gruppo musicale norvegese di genere symphonic black metal. È stato in seguito ripubblicato in 7" e nella compilation True Kings of Norway. Le 2 parti di Inn i evighetens mørke sono incluse come bonus track nella ristampa di For all tid del 1997. Raabjorn Speiler Draugheims Skodde si trova sull'album seguente For all tid e, in una nuova versione, nell'edizione digipak di Enthrone Darkness Triumphant.

## Tracce
1. Inn I Evighetens Mørke (Part. I) - 4:25
2. Inn I Evighetens Mørke (Part. II) - 1:58
3. Raabjorn Speiler Draugheims Skodde - 4:51

## Formazione
- Shagrath - voce, batteria
- Erkekjetter Silenoz - chitarra
- Tjodalv - chitarra
- Brynjard Tristan - basso
- Stian Aarstad - tastiera, sintetizzatore